# Coupe du Liechtenstein de football 1978-1979
Navigation
Édition précédente Édition suivante
La coupe du Liechtenstein 1978-1979 de football est la 34e édition de la Coupe nationale de football, la seule compétition nationale du pays en l'absence de championnat.
La finale est disputée à Schaan, le 1er mai 1979, entre le FC Balzers et l'USV Eschen/Mauren. 
Le FC Balzers remporte le trophée en battant l'USV Eschen/Mauren. Il s'agit du 3e titre de l'histoire du club dans la compétition, le troisième consécutif.

## 1ertour
L'USV Eschen/Mauren est exempté de ce tour.
| Équipe 1   | Résultat        | Équipe 2       |
| ---------- | --------------- | -------------- |
| FC Triesen | 3 - 3 3 - 4 tab | FC Triesenberg |
| FC Balzers | 5 - 4           | FC Schaan      |
| FC Ruggell | 1 - 4           | FC Vaduz       |

## Demi-finales
| Équipe 1          | Résultat | Équipe 2   |
| ----------------- | -------- | ---------- |
| FC Triesenberg    | 2 - 5    | FC Balzers |
| USV Eschen/Mauren | 3 - 1    | FC Vaduz   |

## Finale
| 1er mai 1979 | FC Balzers | 3 - 1 | USV Eschen/Mauren | Schaan |  |
|              |            |       |                   |        |  |